# Wagakki Band
Wagakki Band (jap. 和楽器バンド, Wagakki Bando) ist eine japanische Shigin-Rockband, die die traditionellen japanischen Musikinstrumente Shakuhachi, Koto, Shamisen und Taiko verwendet.

## Bandname
In Japan wird zum allgemeinen Begriff für ein Musikinstrument gakki noch hinzugefügt, ob das Musikinstrument uchi („innen“) oder soto („außen“) ist. Sogenannte uchi-Instrumente heißen wagakki (和楽器, „(traditionelle) japanische Musikinstrumente“).

## Geschichte
Das Musikvideo Tengaku (天樂) wurde mehr als 30 Millionen Mal gesehen, das YouTube-Video zu Senbonzakura (千本桜) mehr als 151 Millionen Mal. Das Lied Senbonsakura (deutsch: Eintausend Kirschblüten) ist ein Beispiel einer erfolgreichen Coverversion eines computergenerierten Vocaloid-Songs, hier des Charakters Hatsune Miku (初音ミク).
Ihr erstes Album Vocal Zanmai stieg auf Platz 5 der japanischen Oricon-Charts ein. 2014 wurden sie zur 15. Japan Expo nach Frankreich eingeladen. Im Mai 2015 spielten sie ihr erstes unabhängiges Konzert in Taipei. Im Juli 2015 traten sie auf der Anime Expo in Los Angeles auf. Im September 2015 begann ihre Japantournee.
Am 7. Januar 2024 gaben die Musiker bekannt, die Aktivitäten der Band zum 31. Dezember gleichen Jahres auf unbestimmte Zeit einzustellen. Als Grund wurde genannt, dass die Musiker ihre individuellen Karrieren in den Fokus rücken wollen.

## Diskografie

### Studioalben
| Jahr | Titel                                               | Höchstplatzierung, Gesamtwochen, AuszeichnungChartsChartplatzierungen (Jahr, Titel, Platzierungen, Wochen, Auszeichnungen, Anmerkungen) | Anmerkungen                             |
| Jahr | Titel                                               | JP | Anmerkungen                             |
| ---- | --------------------------------------------------- | --- | --------------------------------------- |
| 2014 | Vocalo Zanmai (ボカロ三昧) Avex Trax                | JP5 Gold · (154 Wo.)JP | Erstveröffentlichung: 23. April 2014    |
| 2015 | Yaso Emaki (八奏絵巻) Avex Trax                     | JP1 Gold · (81 Wo.)JP | Erstveröffentlichung: 2. September 2015 |
| 2017 | Shikisai (四季彩) Avex Trax                         | JP2 (36 Wo.)JP | Erstveröffentlichung: 22. März 2017     |
| 2018 | Otonoe (オトノエ) Avex Trax                         | JP2 (26 Wo.)JP | Erstveröffentlichung: 25. April 2018    |
| 2020 | Tokyo Singing Universal Music Japan                 | JP5 (12 Wo.)JP | Erstveröffentlichung: 14. Oktober 2020  |
| 2022 | Vocalo Zanmai 2 (ボカロ三昧2) Universal Music Japan | JP4 (10 Wo.)JP | Erstveröffentlichung: 17. August 2022   |
| 2023 | I vs. I Universal Music Japan                       | JP6 (11 Wo.)JP | Erstveröffentlichung: 26. Juli 2023     |

### Kompilationen
| Jahr | Titel                                                    | Höchstplatzierung, Gesamtwochen, AuszeichnungChartsChartplatzierungen (Jahr, Titel, Platzierungen, Wochen, Auszeichnungen, Anmerkungen) | Anmerkungen                             |
| Jahr | Titel                                                    | JP | Anmerkungen                             |
| ---- | -------------------------------------------------------- | --- | --------------------------------------- |
| 2017 | Kiseki Best Collection+ Avex Trax                        | JP3 Gold · (57 Wo.)JP | Erstveröffentlichung: 29. November 2017 |
| 2020 | Kiseki Best Collection II Avex Trax                      | JP4 (26 Wo.)JP | Erstveröffentlichung: 24. März 2020     |
| 2024 | All Time Best Album Thanks: Yasou no Oto Universal Sigma | JP3 (9 Wo.)JP | Erstveröffentlichung: 9. Oktober 2024   |

### Livealben
| Jahr | Titel                                                   | Höchstplatzierung, Gesamtwochen, AuszeichnungChartsChartplatzierungen (Jahr, Titel, Platzierungen, Wochen, Auszeichnungen, Anmerkungen) | Anmerkungen                           |
| Jahr | Titel                                                   | JP | Anmerkungen                           |
| ---- | ------------------------------------------------------- | --- | ------------------------------------- |
| 2017 | Wagakki Band 1st US Tour Shōgeki: Deep Impact Avex Trax | JP48 (4 Wo.)JP | Erstveröffentlichung: 25. Januar 2017 |

### EPs
| Jahr | Titel                           | Höchstplatzierung, Gesamtwochen, AuszeichnungChartsChartplatzierungen (Jahr, Titel, Platzierungen, Wochen, Auszeichnungen, Anmerkungen) | Anmerkungen                            |
| Jahr | Titel                           | JP | Anmerkungen                            |
| ---- | ------------------------------- | --- | -------------------------------------- |
| 2019 | React Universal Music Japan     | JP5 (9 Wo.)JP | Erstveröffentlichung: 4. Dezember 2019 |
| 2021 | Starlight Universal Music Japan | JP5 (10 Wo.)JP | Erstveröffentlichung: 9. Juni 2021     |

### Singles
| Jahr | Titel Album                                 | Höchstplatzierung, Gesamtwochen, AuszeichnungChartsChartplatzierungen (Jahr, Titel, Album, Platzierungen, Wochen, Auszeichnungen, Anmerkungen) | Anmerkungen                             |
| Jahr | Titel Album                                 | JP | Anmerkungen                             |
| ---- | ------------------------------------------- | --- | --------------------------------------- |
| 2014 | Senbonzakura (千本桜) Vocalo Zanmai         | JP— Gold (Digital)JP | Erstveröffentlichung: 23. April 2014    |
| 2017 | Amenochi Kanjouron Kiseki Best Collection + | JP10 (7 Wo.)JP | Erstveröffentlichung: 6. September 2017 |
| 2018 | Yuki Kageboushi Otonoe                      | JP6 (6 Wo.)JP | Erstveröffentlichung: 24. Januar 2018   |
| 2018 | Sasameyuki Otonoe                           | JP7 (11 Wo.)JP | Erstveröffentlichung: 14. November 2018 |

Videosingles
- 2014: Hanabi (華火); DVD: #8, Blu-ray: #25[6]
- 2015: Ikusa/Nadeshiko Sakura (戦 -Ikusa- / なでしこ桜); DVD: #14, Blu-ray: #20,[6] Vor- und Abspanntitel zum Anime Sengoku Musō